# Породы перепелов

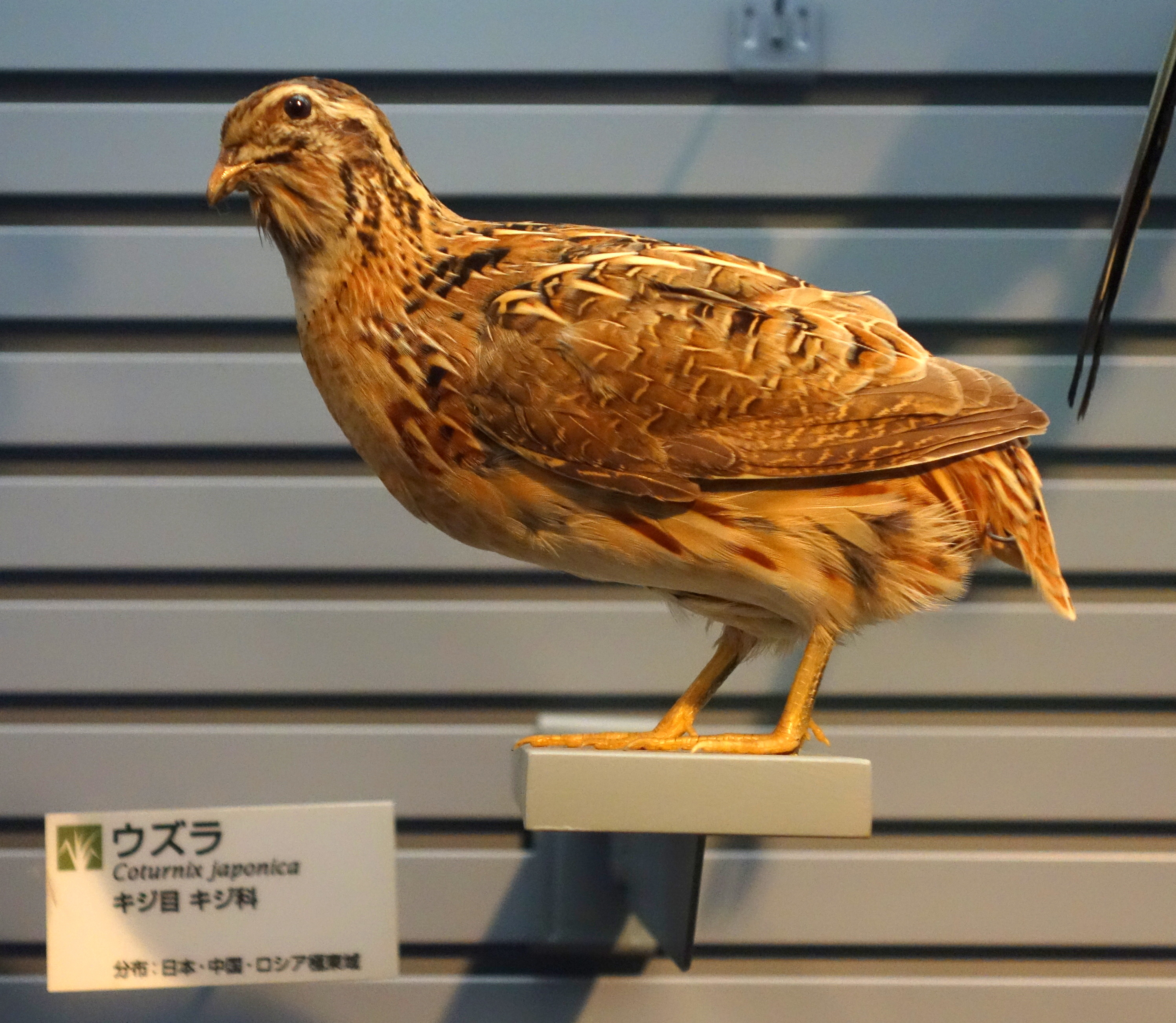
Японский перепел: чучело в экспозиции Национального музея природы и науки в Токио

Поро́ды перепело́в — совокупность разновидностей одомашненного немого (японского) перепела (Coturnix japonica), созданных человеком путём искусственного отбора.

## Общие сведения
В приусадебных хозяйствах разводят преимущественно японских перепелов, дикие формы которых распространены в Забайкалье, Приморье, а также в Японии, Кореи и других странах. В России используются главным образом две породы перепелов: японская — яичного направления продуктивности и фараон — мясная порода, а также их помеси.
По данным оценки и инвентаризации генетических ресурсов (генофонда) домашней птицы в странах Восточной Европы и бывшего Советского Союза, в 1970-е — 1990-е годы в этом регионе имелось четыре породы и разновидности перепелов, которые были созданы непосредственно в этих странах, в том числе две — на территории СССР и две — в Польше:
| Порода (разновидность) | Страна происхождения | Страны распространения             |
| ---------------------- | -------------------- | ---------------------------------- |
| Брвинувская            | Польша               | Польша                             |
| Эстонская              | СССР (Эстония)       | Эстония, Молдавия, Россия, Украина |
| Лилипутская            | Польша               | Польша                             |
| Мраморная              | СССР (Россия)        | Россия                             |

## Классификация пород
Породы и линии домашних перепелов в зависимости от направления их продуктивности делят на:
- яйценоские, или яичные (например, японская);
- мясные (фараон);
- общепользовательные, или универсальные (эстонская);
- лабораторные (в том числе инбредные линии)[1][3].

## Описание пород

### Яйценоские

#### Японская
Выведена в Японии. Селекция породы направлена на увеличение яичной продуктивности. Благодаря селекционной работе созданы яйценоские линии японских перепелов, которые также получили распространение во многих других странах. В СССР завезены в 1964 году.
Окраска оперения: почти такая же, как у диких перепелов, то есть охристо-буроватая с тёмными и светлыми пестринами, брюшко, особенно у самцов, немного светлее. В области зоба имеется множество тёмно-коричневых пятен. Экстерьер: клюв тёмный, лапы розовые, глаза тёмно-коричневые. Туловище удлинённое, хвост и крылья короткие. Живой вес: самки (♀) — 140—150 г, самца (♂) — 115—120 г. Масса тушки — 80 г. Яйценоскость: 250—300 яиц в год массой 8—12 г. Самки начинают нестись в 30—40-дневном возрасте.

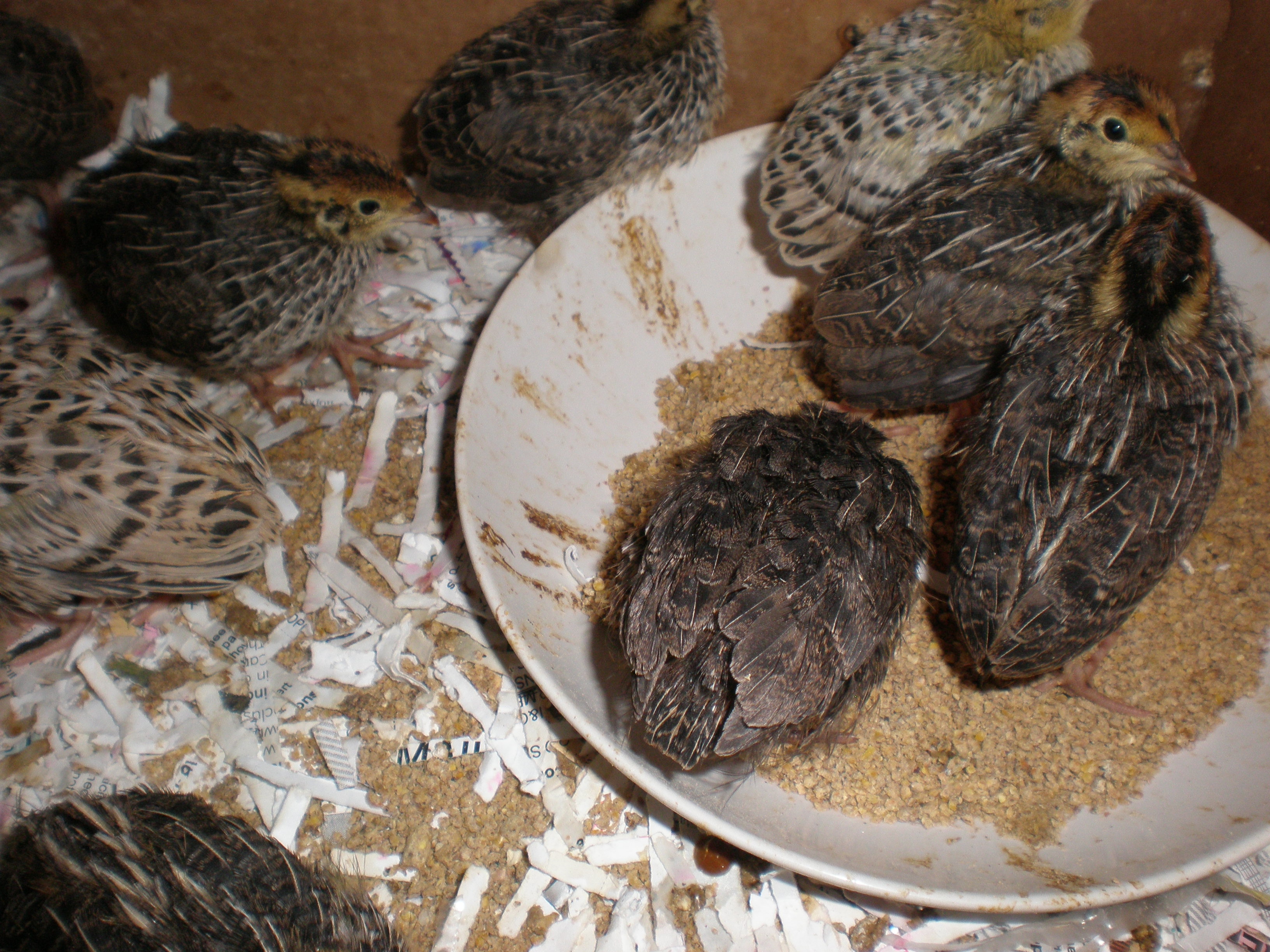
Двухнедельные птенцы японских перепелов

#### Английская белая
Окраска оперения: белая; у самцов бывает одно или несколько тёмно-коричневых пятен на голове или спине. Экстерьер: серо-чёрные глаза, светло-розовые клюв и лапы. Живой вес: ♀ — 160—180 г, ♂ — 140—160 г. Яйценоскость: 280 яиц в год массой 10—11 г.

#### Английская чёрная
Выведена в Англии в результате мутации японских перепелов.
Окраска оперения: варьирует от коричневатой до коричнево-чёрной. Экстерьер: клюв тёмно-коричневый, глаза светло-коричневые. Живой вес: ♀ — 200—210 г, ♂ — 170—200 г. Яйценоскость: 280 яиц в год.

### Мясные

#### Фараон
Порода мясного направления, выведена в США. В СССР была завезена из Польши и использовалась для создания новых мясных линий и пород путём скрещивания с английскими белыми (в ТСХА) и японскими перепелами (в НПО «Комплекс»).
Окраска оперения: как у японских перепелов. Живой вес: ♀ — 280—300 г, ♂ — 150—200 г. Яйценоскость: 150—220 яиц в год массой 12—16 г. Кладка яиц начинается в 6—7-недельном возрасте.

### Общепользовательные

#### Смокинговая
Получена посредством скрещивания чёрных и белых английских перепелов.
Окраска оперения: нижняя часть тела, шея и голова белые; верхняя — тёмно-коричневая. Живой вес: ♀ — 160—180 г, ♂ — 140—160 г. Яйценоскость: 280 яиц в год массой 10—11 г.

#### Маньчжурская золотистая
Окраска оперения: на спине, шее и крыльях коричневые перья, с серединкой пшеничного оттенка, что создаёт впечатление золотистого цвета. Самцы немного темнее самок. Живой вес: ♀ — 160—180 г, ♂ — 140—160 г. Яйценоскость: 280 яиц в год массой 12-15 г. Яйца маньчжурских перепелов немного крупнее относительно других пород.

#### Эстонская
Общепользовательная порода. Выведена в 1988 году в Эстонской ССР от скрещивания японских и английских белых перепелов и птиц породы фараон.
Окраска оперения: коричневая с тёмными полосками. Экстерьер: шея небольшая, туловище округлой формы, хвост короткий. Птицы способны летать; инстинкт насиживания отсутствует. Живой вес: ♀ — 200 г, ♂ — 170 г. Яйценоскость: 300—310 яиц в год массой 12 г. Выводимость молодняка: 75 %.

### Лабораторные

#### Мраморная
Мутантная форма японских перепелов, полученная сотрудниками Тимирязевской сельскохозяйственной академии (ТСХА) и Института общей генетики в результате локального облучения рентгеновскими лучами семенников самцов на производственно-экспериментальной птицефабрике НПО «Комплекс».
Окраска оперения: от светло-серой до рыжеватой; однотонная с узором пера, напоминающим мрамор. Живой вес: ♀ — 145 г, ♂ — 120 г. Яйценоскость: 260—300 яиц в год массой 10—11 г.

## Генетика
Классическая генетика
Исходная разновидность японских перепелов несёт в своём генотипе аллели дикого типа. С применением гибридологического анализа установлено, что в генотипах японских, английских белых, смокинговых, маньчжурских золотистых перепелов, а также пород фараон и британский рейндж (англ. British Range) отсутствуют сцепленные с полом рецессивные гены неполного альбинизма (al) и коричневой окраски (br).
Английская белая порода является носителем аутосомного рецессивного гена белого оперения (wh), а также неизвестных сцепленных с полом генов, что позволяет осуществлять в этой породе аутосексинг (колорсексинг) суточных птенцов по окраске пуха с точностью около 70 %.
Показано, что у мраморной породы рентгеновское облучение вызвало аутосомную рецессивную мутацию мраморной окраски оперения, для которой предложен генный символ ma.

Лабораторная популяция японских перепелов на биофаке МГУ (видна особь с белой мутацией оперения)
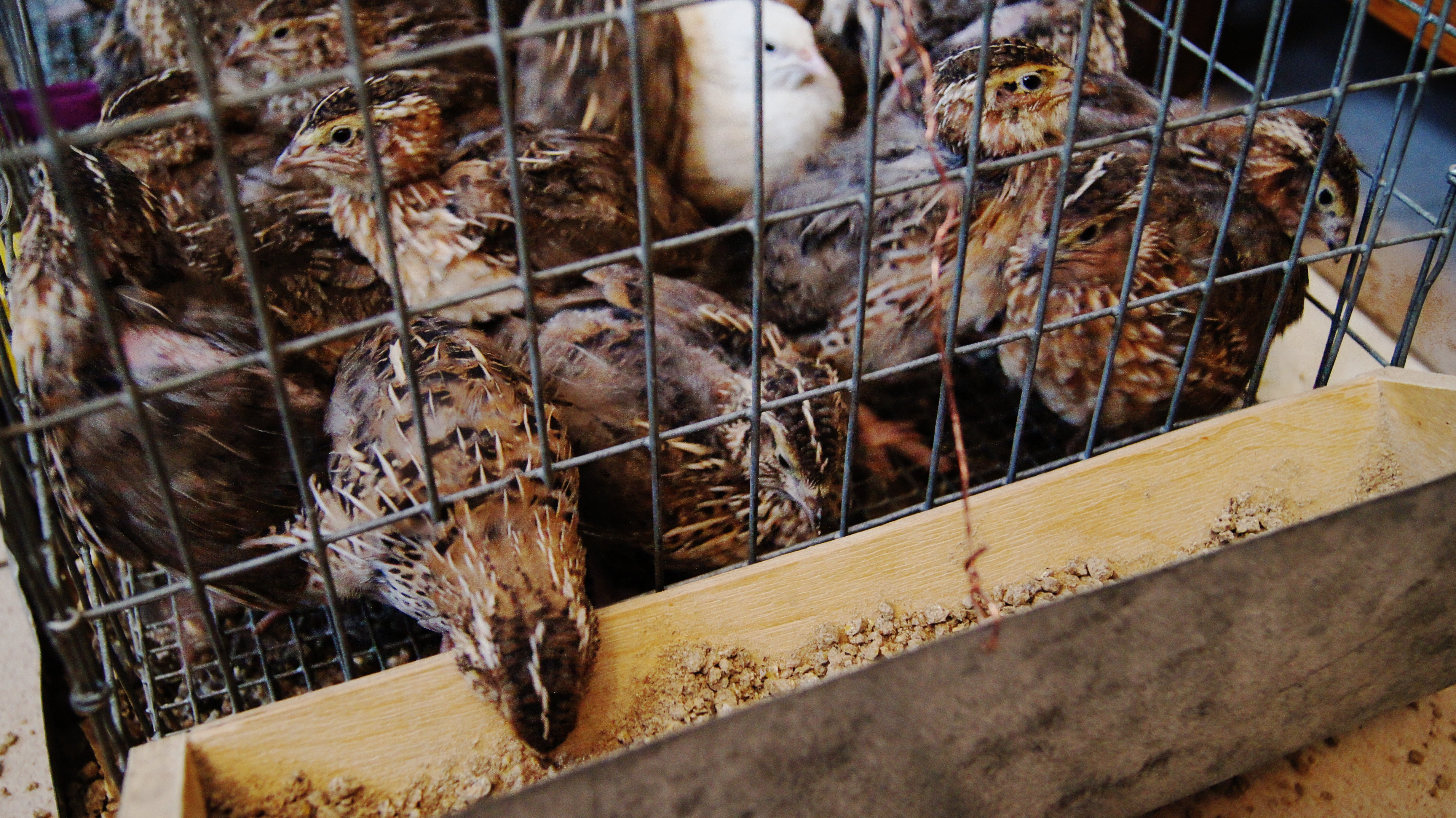
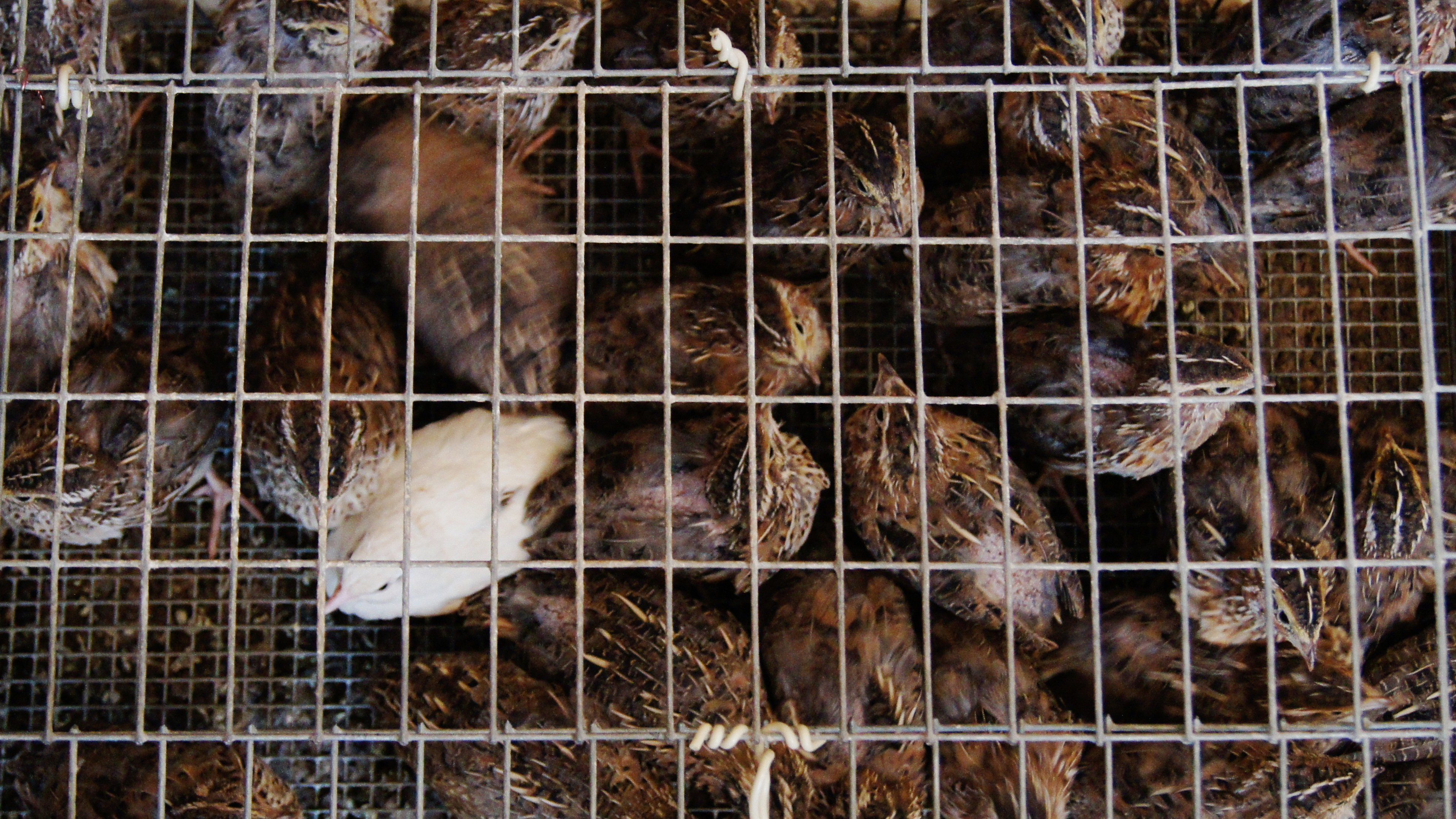

Цитогенетика
При дифференциальном окрашивании по Романовскому — Гимзе цитологических препаратов хромосом эстонских и японских перепелов у первых обнаружена дополнительная полоска в районе центромеры на 1-й хромосоме, что является отличительным цитогенетическим маркером, который можно использовать при различении двух пород.
Молекулярная генетика
С целью обследования генетического разнообразия и филогенетического родства между породами и популяциями домашних перепелов проводят их генотипирование с помощью генетических маркеров — минисателлитов, или ДНК-фингерпринтов (VNTR), и случайно амплифицируемой полиморфной ДНК (RAPD).